# Коста Златанов
Коста Златанов е български общественик и участник в борбата за българска църковна независимост.

## Биография
Роден е в Щипско, тогава в Османската империя. Установява в Цариград, където служи като главен файтонджия при великия везир Кибрисли Мехмед Емин паша. Тук заедно с целия файтонджийски еснаф, взима дейно участие в борбите за църковна независимост срещу Цариградската патриаршия и се включва във Великденската акция през 1860 година. По-късно заминава за град Сяр. Тук се жени за дъщерята на готвача на местния турски първенец Абди бей. Започва да се занимава с риболов в езерото Тахино - занятие, което му осигурява завидно материално положение. През 1871 година Стефан Салгънджиев с помощта на Илия Касъров, Коста Златанов и някои турски първенци, основава първата българската църковна община в Сяр. Златанов е избран за член на тази община.